# Jan Smela
Jan Smela vel Jan Bartkiewicz pseud.: Wir, Janusz, Lipe”, Szary (ur. 3 listopada 1910 w Pstrągowej, zm. 3 kwietnia 1986 w Rzeszowie) – oficer Wojska Polskiego II RP, Polskich Sił Zbrojnych i Armii Krajowej, kapitan piechoty służby stałej, cichociemny.

## Życiorys
Był synem Józefa, organisty, i Katarzyny z domu Mleczek. Po ukończeniu II Państwowego Gimnazjum im. Stanisława Sobińskiego w Rzeszowie i zdaniu matury w 1931 roku kontynuował naukę w Szkole Podchorążych Rezerwy Łączności w Zegrzu i w Szkole Podchorążych Piechoty w Komorowie koło Ostrowi Mazowieckiej, po czym został skierowany do 6 pułku strzelców podhalańskich, w którym służył jako dowódca plutonu i dowódca kompanii.
We wrześniu 1939 roku był oficerem łączności w macierzystym pułku, z którym brał udział w ciężkich walkach między Olkuszem a Tomaszowem Lubelskim. 21 września dostał się do niewoli niemieckiej. Uciekł z transportu jenieckiego i przedostał się do rodzinnej wsi. 24 grudnia przekroczył granicę polsko-węgierską. Był internowany na Węgrzech. Po ucieczce z obozu dotarł do Francji, gdzie 9 marca wstąpił do Polskich Sił Zbrojnych w Camp de Carpiagne. Przydzielono go do Obozu Oficerskiego w Vichy. Pełnił również funkcję dowódcy 3 kompanii ckm w 11 pułku 4 Dywizji Piechoty. W czerwcu 1940 roku ewakuował się do Wielkiej Brytanii, gdzie został przydzielony do kompanii cekaemów 12 batalionu 4 Brygady Kadrowej Strzelców, a następnie do 1 Samodzielnej Brygady Spadochronowej.
Zgłosił się do służby w kraju. Po przeszkoleniu w dywersji został zaprzysiężony 10 listopada 1941 roku w Oddziale VI Sztabu Naczelnego Wodza. Zrzutu dokonano w nocy z 6 na 7 stycznia 1942 roku w ramach operacji „Shirt” dowodzonej przez por. naw. Mariusza Wodzickiego. Ekipa została zrzucona na „dziko” w okolicy wsi Stefanówka w wyniku „spalenia” placówki odbiorczej w związku z pojawieniem się oddziałów niemieckich. Zrzut nastąpił z bardzo małej wysokości, skoczkowie potłukli się, dwóch zostało kontuzjowanych, a zrzucone pojemniki dostały się w niemieckie ręce.
Po aklimatyzacji w Warszawie dostał przydział do Wachlarza na dowódcę, a następnie zastępcę dowódcy V Odcinka. Pojawił się na Wileńszczyźnie na początku maja 1942 roku i natychmiast rozpoczął organizowanie oddziałów dywersyjnych i placówek w terenie. Oddziały V Odcinka przeprowadziły pod jego dowództwem ponad 20 akcji.
Po rozwiązaniu Wachlarza został mianowany komendantem Obwodu Święciany, a w listopadzie 1943 roku został zastępcą inspektora Inspektoratu BC Okręgu Wilno AK. Prowadził szkolenia i akcje dywersyjne. Był przewidziany na dowódcę 1 batalionu 85 Pułku Piechoty 19 Dywizji Piechoty w ramach planu Odtwarzania Sił Zbrojnych w Kraju. Wziął udział w operacji Ostra Brama.
Po 17 lipca 1944 roku został aresztowany przez Armię Czerwoną. Był więziony w Miednikach, Kalininie, Ostaszkowie (gdzie pracował przy kopaniu torfu) i Morszańsku. Wrócił do Polski 13 listopada 1947 roku.
Od marca 1948 roku pracował jako starszy inspektor ubezpieczeń w Oddziale Wojewódzkim PZU w Rzeszowie, potem w Rzeszowskim Przedsiębiorstwie Budownictwa Montażowego na stanowisku starszego ekonomisty, następnie jako starszy inspektor ubezpieczeń w Wojewódzkim Związku Gminnych Spółdzielni „Samopomoc Chłopska”. 1 czerwca 1976 roku przeszedł na emeryturę.
Działał m.in. w LOK, PZPN i rzeszowskim Okręgowym Związku Brydża Sportowego.
Nie założył rodziny. Po śmierci został pochowany na cmentarzu w Wilkowyi w Rzeszowie.

## Awanse
- podporucznik – 15 sierpnia 1934 roku
- porucznik –
- kapitan – 6 stycznia 1942 roku.

## Odznaczenia
- Krzyż Srebrny Orderu Virtuti Militari – 14 lipca 1944 roku za wyróżniające się męstwo w akcjach bojowych w okresie konspiracji i w walkach AK na terenie Okręgu Wileńskiego
- Złoty Krzyż Zasługi (1975)
- Zasłużony dla województwa rzeszowskiego.